# Грабовский автомобильный завод
Гра́бовский автомобильный завод (официальное сокращённое наименование — АО Завод «ГРАЗ») — промышленное предприятие в России. Другие наименования завода:
1941—1946 — ЗСА «Продмаш»,
1946—1962 — «Грабовский мехзавод»,
1962—2019 — «Грабовский завод специализированных автомобилей».
ГРАЗ выпускает специальные автомобили для перевозки и временного хранения нефтепродуктов. Завод расположен в Грабово Бессоновского района Пензенской области. Предприятие создано на базе эвакуированного завода имени Воровского.

## История завода (1941—2000)

### Основание предприятия

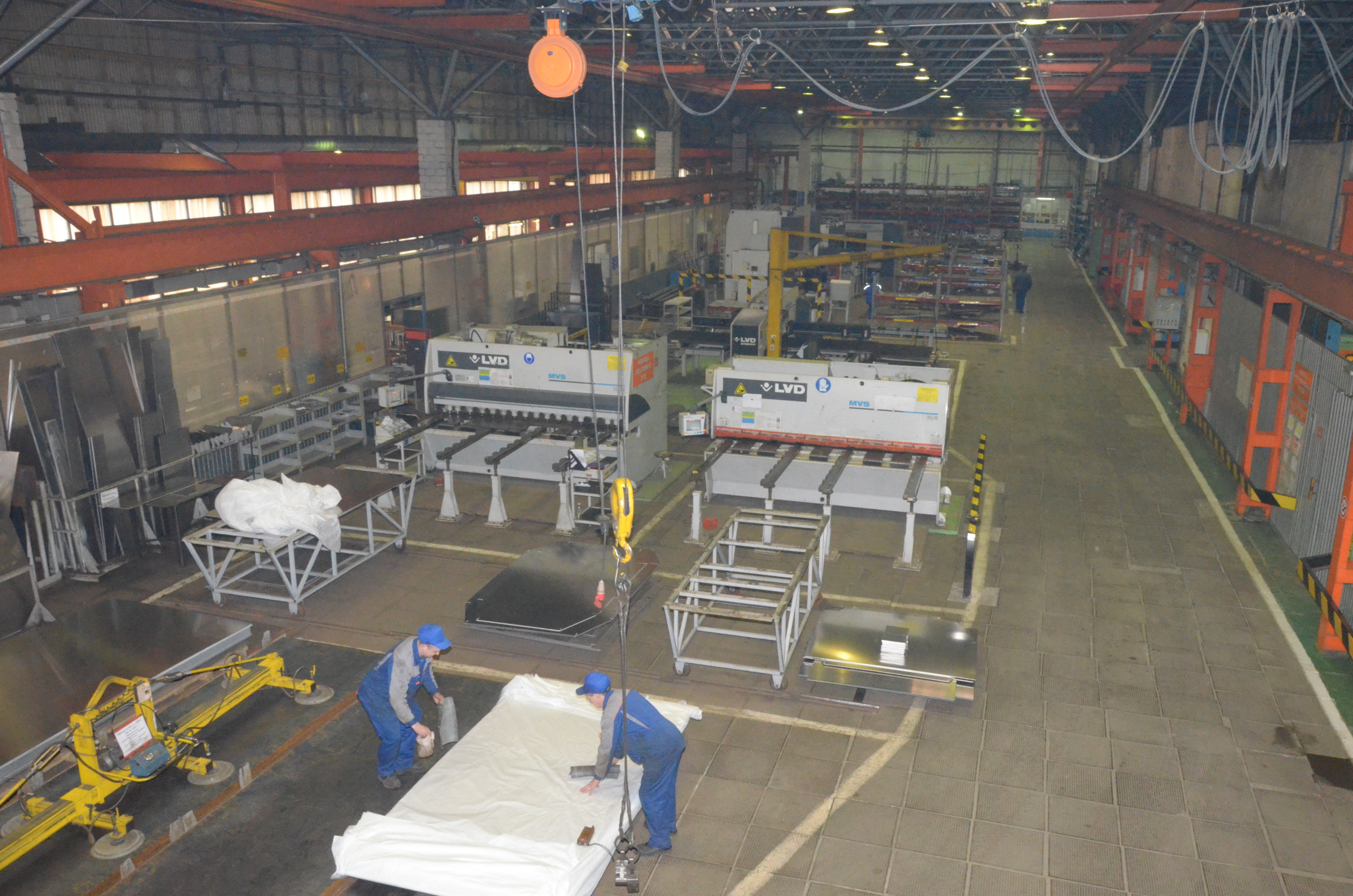
Один из цехов завода

В 1941 году в первые дни после начала Великой Отечественной войны в посёлок  Пензенской области был эвакуирован завод имени Воровского из Мелитополя. В том же году на его основе начало работать новое предприятие: Завод специализированных автомобилей (ЗСА) «Продмаш». Завод выпускал комплектующие для миномётных и бензоперекачивающих установок, запасные части топливозаправщиков, дегазационные машины для обработки местности.

### Послевоенное время

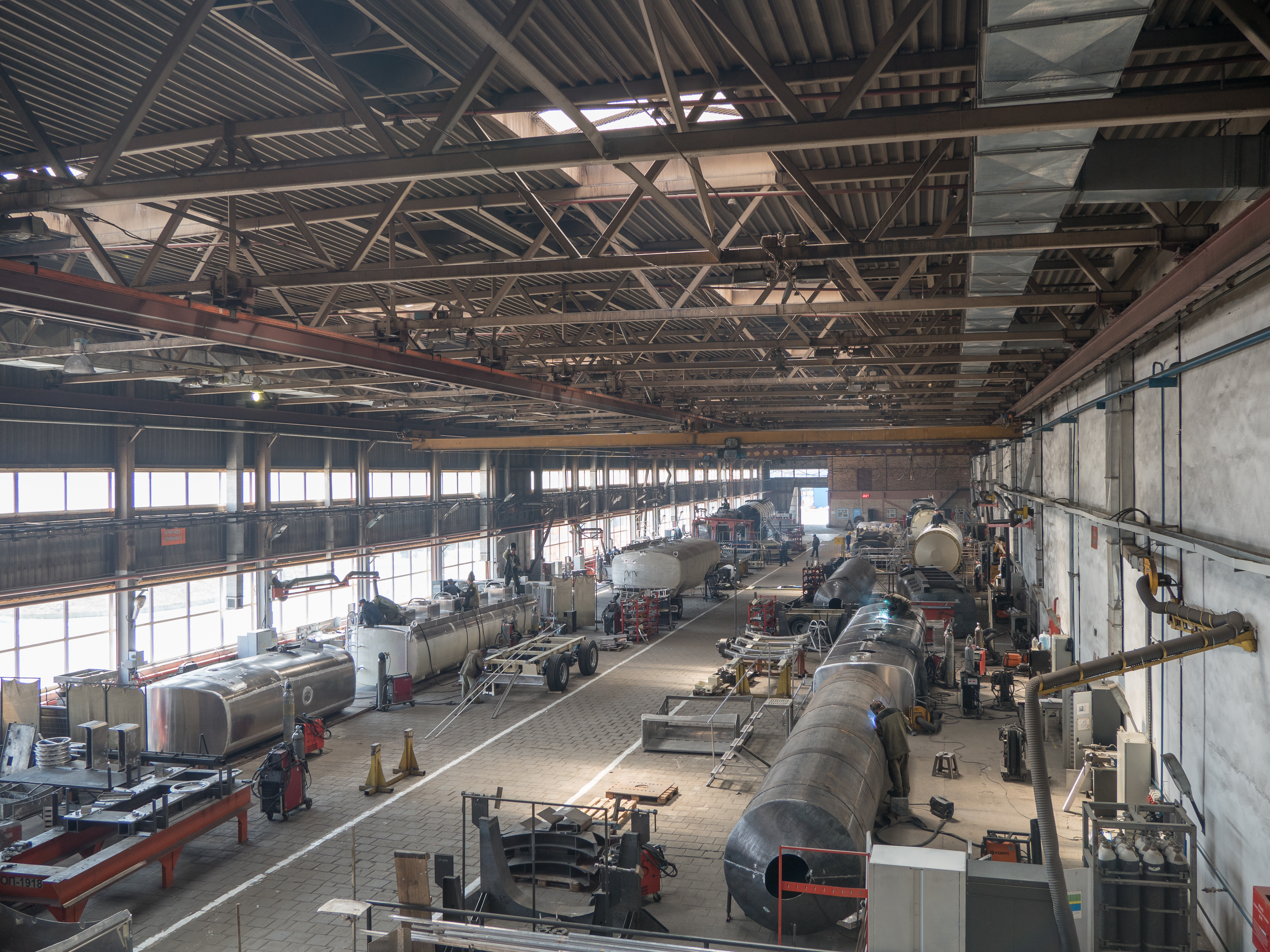
Производственное помещение завода

После окончания Великой Отечественной войны завод сменил профиль. Большой пожар в 1946 году полностью уничтожил здание завода. Позднее оно было восстановлено для нового предприятия, которое получило название «Грабовский механический» («Грабовский мехзавод»). Новый завод выпускал виброплощадки, строительные механизмы, транспорт для перевозки стройматериалов. В 1949 году «Грабовский мехзавод» также выпускал противопожарную технику, цистерны для молока, топливовозы, сельскохозяйственные топливозаправщики.
В конце 1960-х годов топливозаправочная техника становится основным направлением развития предприятия. В среднем в год завод выпускал 6000 единиц специальных автомобилей и прицепов, в том числе для Советской Армии. Модель ПЦ-5,6-817 была взята на вооружение.
Новый большой период развития предприятия пришёлся на конец XX века. В 1990-е годы объём внутреннего производства спецтехники, бензо- и нефтевозов был значительно ниже спроса на этот вид продукции в России. В этот период завод увеличил объём производства с 10 до 100 моделей. С 1994 года в связи с бурным развитием авиационной отрасли и появлением частных авиакомпаний, на предприятии был запущен выпуск аэродромной заправочной спецтехники для самолётов.

## Новейшая история
Последний раз название завода менялось в 2000-е годы. В этот период завод стал именоваться: Грабовский автомобильный завод «ГРАЗ». Новые модели спецтехники (топливозаправщики, полуприцепы-цистерны) были запущены в производство в 2006 году. Также с 2006 года перечень продукции предприятия пополнился битумовозами, нефтевозами и мазутовозами. В 2006 году на заводе внедрили линию обработки листовых материалов, а в 2007 году у предприятия появился комплекс для окрашивания и сушки техники.
Объём выпускаемой продукции в период 2005—2007 годов вырос с 600 до 1500 единиц.. С 2009 года завод выпускает: новые автоцистерны на основе шасси SCANIA, модифицированные полуприцепы цистерны 28, а также битумовозы круглого сечения. Основные модели спецтехники на грузовых шасси Евро-4 завод начал выпускать в 2012 году.
В период 2011—2015 годов запущено производство: нефтевоза круглого сечения, прицепа-цистерны SAF, полуприцепа-цистерны «Тонар». В течение 3 лет (с 2015 года по 2018 год) предприятие завершило переоснащение производства. В перечне товаров завода появились аэродромные топливозаправщики, широко используемые российскими авиакомпаниями на сегодняшний день.
Продукцию «Грабовского автомобильного завода» используют компании из Российской Федерации, а также страны СНГ (Казахстан, Республика Беларусь, Азербайджан, Узбекистан) и страны дальнего зарубежья.
С начала 2023 года Грабовский автомобильный завод входит в состав Промышленной группы "АвтоКом" самарского предпринимателя Вячеслава Малеева

## Производство

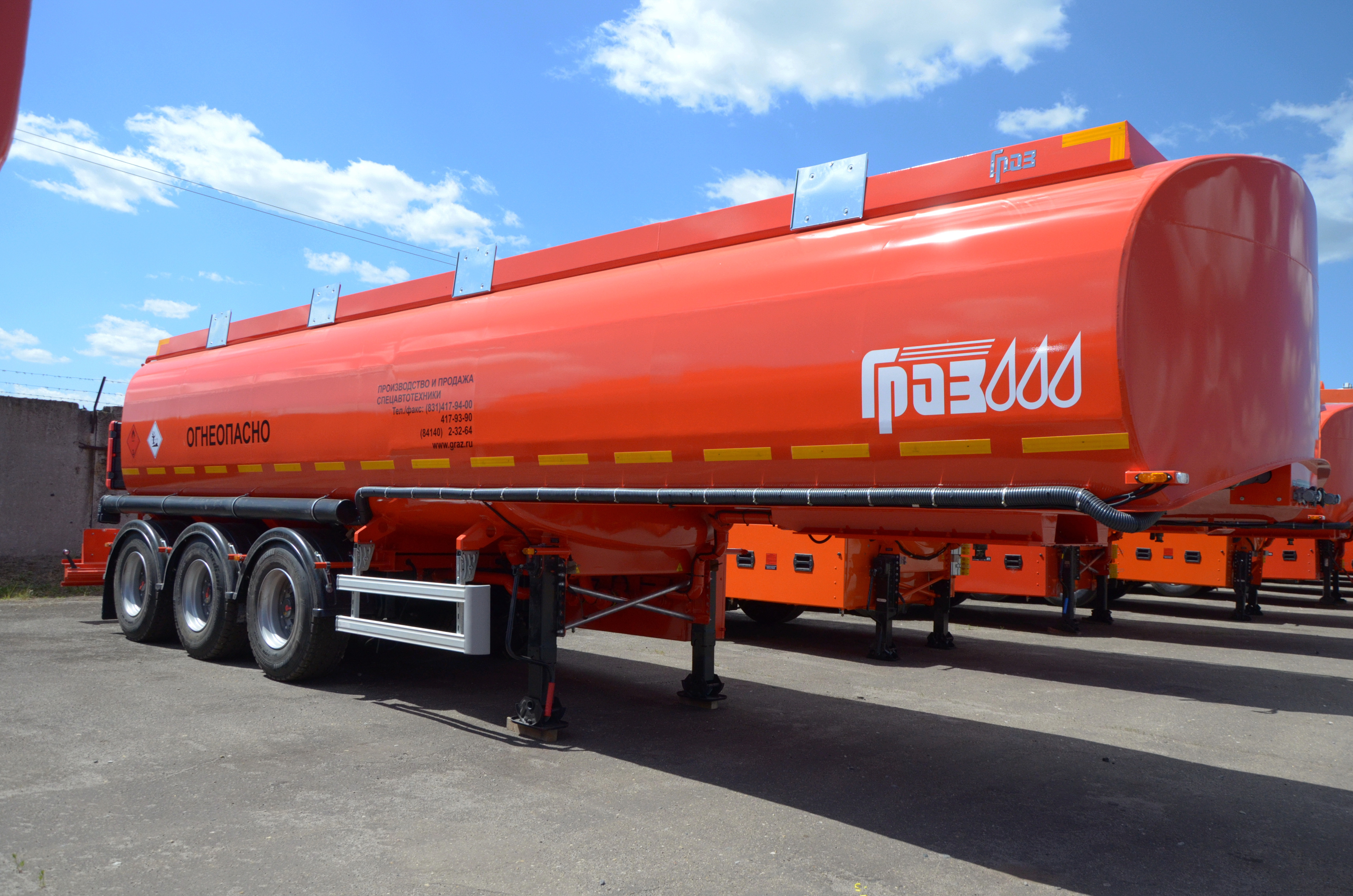
Стальной полуприцеп-цистерна

Производственная база завода расположена в посёлке Грабово Пензенской области. Общая площадь производства составляет 22 000 м². С 2000 года на заводе запущена программа переоснащения производства. В рамках программы у завода появился новый цех инновационных технологий (теперь — заготовительный участок заготовительно-сварочного цеха).
Его функции заключаются в обработке листового металлопроката в заготовительных целях.

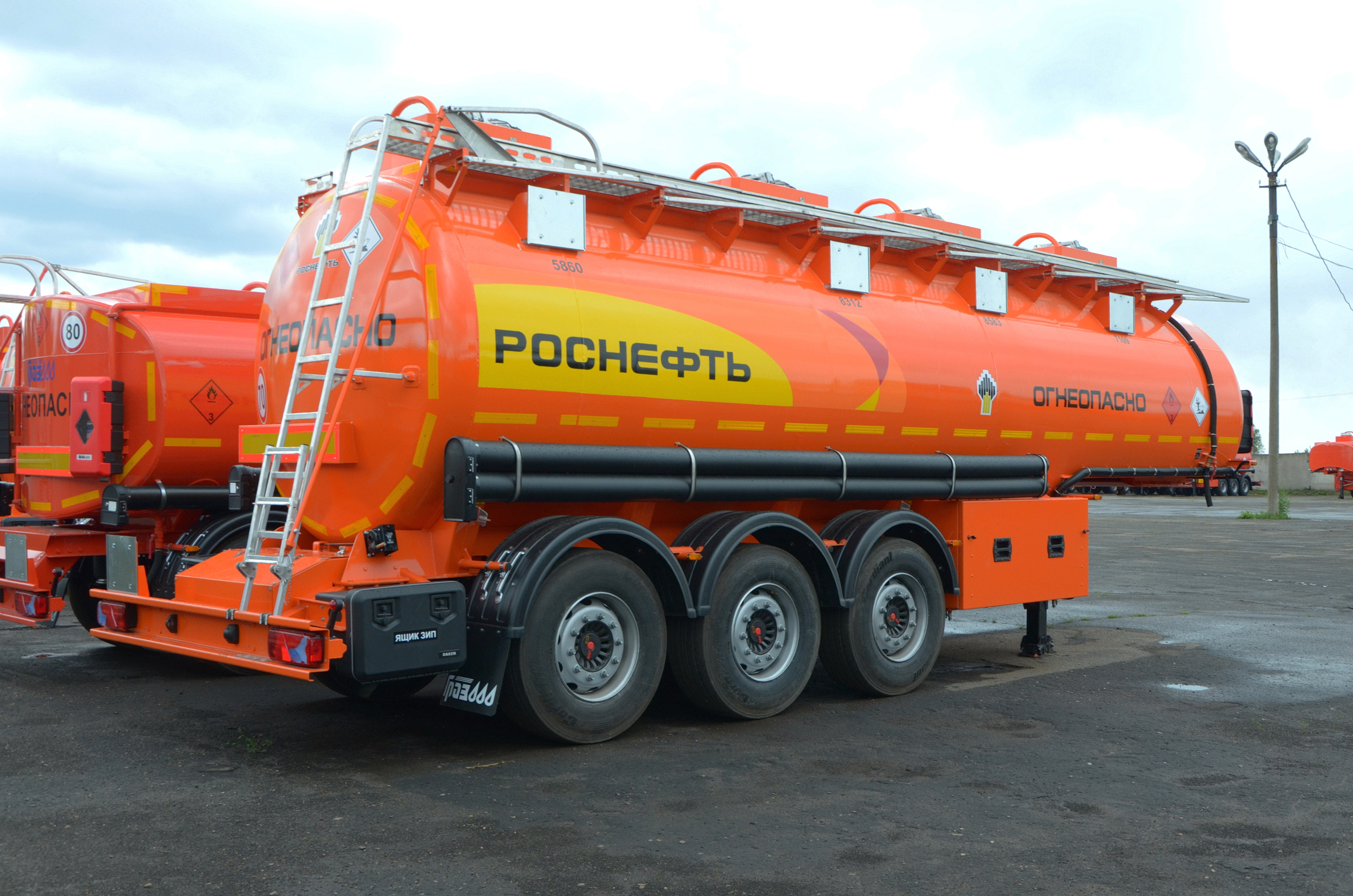
Алюминиевый полуприцеп-цистерна

На следующем этапе введена в эксплуатацию линия сварки карт и обечаек. Грабовский автомобильный завод производит обечайки с необходимым сечением для цистерн собственного производства. Новая линия сварки позволила изготавливать обечайки в полуавтоматическом режиме. Предприятие обеспечивает собственные нужды относительно узлов и агрегатов на 80 %. Специалисты завода внедрили чемоданное сечение, усечённое в передней части по обратному радиусу. Оно применяется при производстве стальных полуприцепов-цистерн с кубатурой от 28 до 32м³ для перевозки светлых нефтепродуктов, а также помогает подобрать модель с максимальным объёмом кубометров для конкретного тягача.
Грабовский автомобильный завод также выпускает полуприцепы-цистерны круглого сечения, усечённые по обратному радиусу. Производство этих моделей запущено в 2016 году. За это время специалистами завода разработан ряд моделей цистерн с кубатурой 28—37,7 кубометра на трёх- и четырёхосной подкатной тележке.

### Структура производства
1. Заготовительно-сварочный цех.
2. Сборочный цех автомобилей-цистерн и заправщиков.
3. Корпус выпуска аэродромной техники.
4. Корпус окраски и сушки продукции.
5. Камера грунтовки деталей.
6. Центр поверки автоцистерн.
7. Комплектация изделий.
8. Ремонтно-инструментальный цех.

## Назначение спецтехники
Завод «ГРАЗ» выпускает автоцистерны и топливозаправщики (в том числе авиационные), полуприцепы и прицепы цистерны из стали и алюминиевого сплава, битумовозы, нефтевозы, мазутовозы, автоцистерны для сбора газового конденсата и пролитых нефтепродуктов. Диапазон выпускаемых кубатур: от 4,9 до 60 кубометров. Цистерны устанавливаются на шасси ГАЗ, КАМАЗ, МАЗ, SCANIA, а также на подкатные тележки на осях НЕФАЗ, МАЗ, BPW, SAF.

### Аэродромные топливозаправщики (ТЗА)

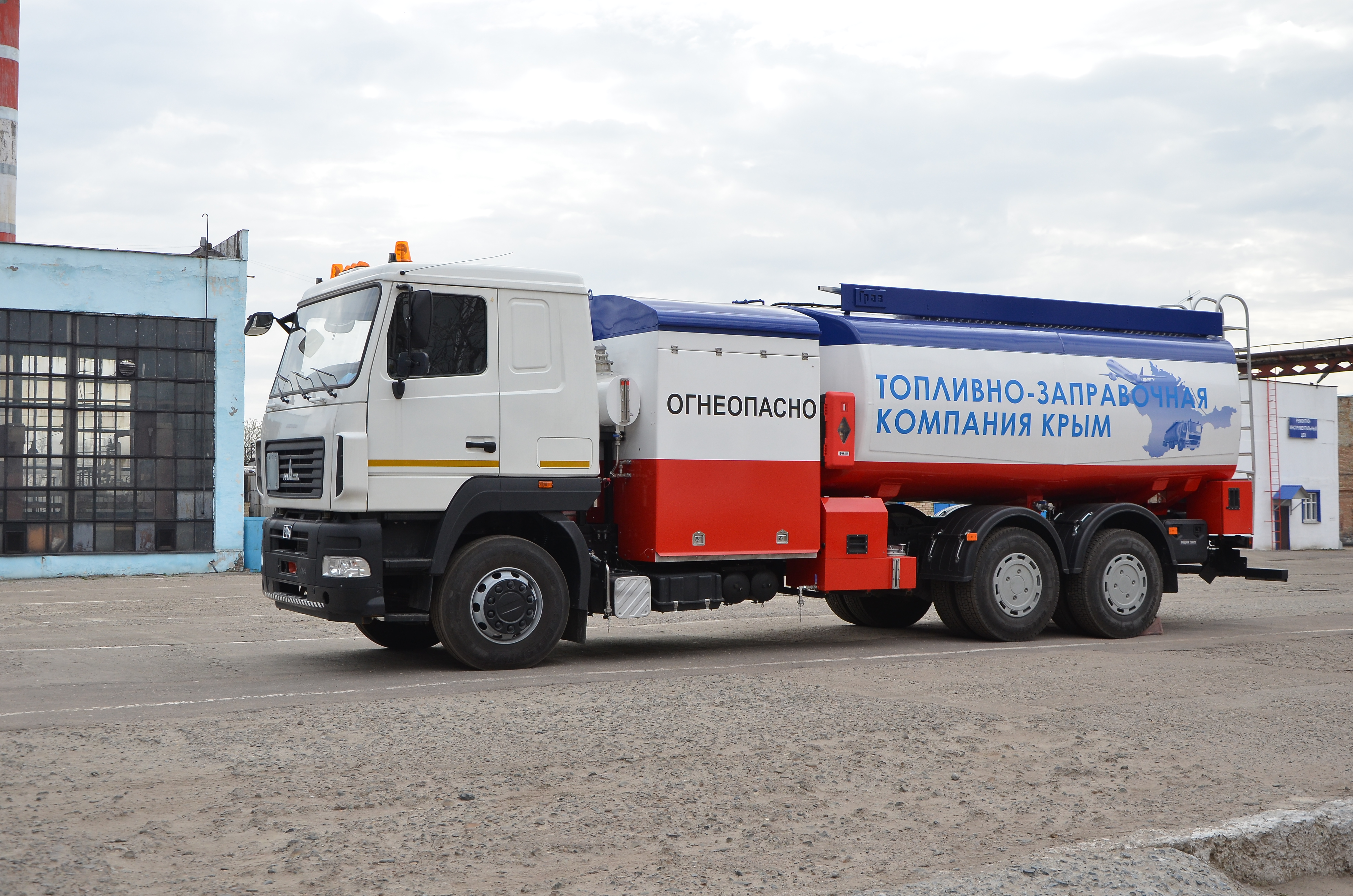
Аэродромный топливозаправщик, авиационный топливозаправщик

В начале 90-х годов на заводе начали производить аэродромные топливозаправщики (ТЗА). Аэродромные топливозаправщики предприятия выпускаются с применением чемоданного сечения, необходимого для снижения высоты цистерны и повышения маневренности автомобиля. Объём ТЗА «ГРАЗ» составляет от 10,7 м³ до 60 м³. Они выполняют функции: верхней и нижней заправки самолётов, наполнение цистерны, перекачки, доставки и перевозки топлива.
Малые ТЗА на шасси — ТЗА 10, ТЗА 12,5.
Средние ТЗА на шасси — ТЗА 14 и ПЦ 15, ТЗА 15, ТЗА 17, ТЗА 20, ТЗА 22, ТЗА 26.
Средние ТЗА-полуприцепы — ТЗА 30.
Большие ТЗА-полуприцепы — ТЗА 40, ТЗА 45, ТЗА 60.
Специальная техника для аэропортов: диспенсеры, гидрантные питклинеры.

### Топливозаправщики (АТЗ)

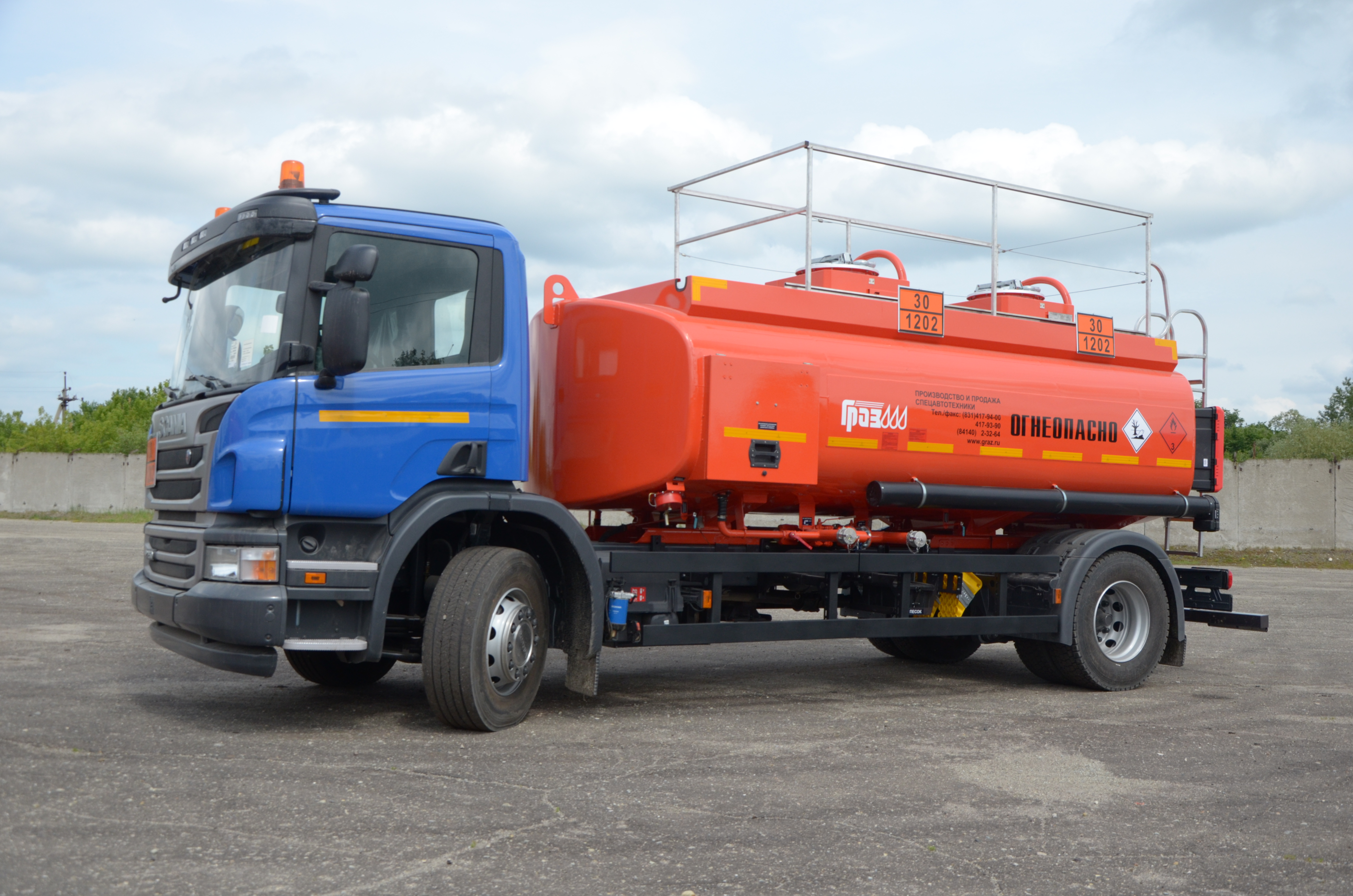
Топливозаправщик автомобильный

Автомобильные топливозаправщики «ГРАЗ» применяются для транспортировки, выдачи и кратковременного хранения нефтепродуктов, имеют объём от 4,9 до 20 м³. АТЗ широко применяются для заправки автотехники, на заправочных станциях, нефтебазах, нефтезаводах. Основные конструкционные элементы автомобильных топливозаправщиков: цистерна, шасси, узел выдачи топлива. Топливозаправщики «ГРАЗ» производятся на основе КАМАЗ, МАЗ, ГАЗ.
Автомобили АТЗ «ГРАЗ»: АТЗ 36135; АТЗ 36139; АТЗ 36136; АТЗ 56152; АТЗ 5608; АТЗ 56142; АТЗ 56167; АТЗ 56215; АТЗ 56216; АТЗ 56091.

### Автоцистерны (АЦ)

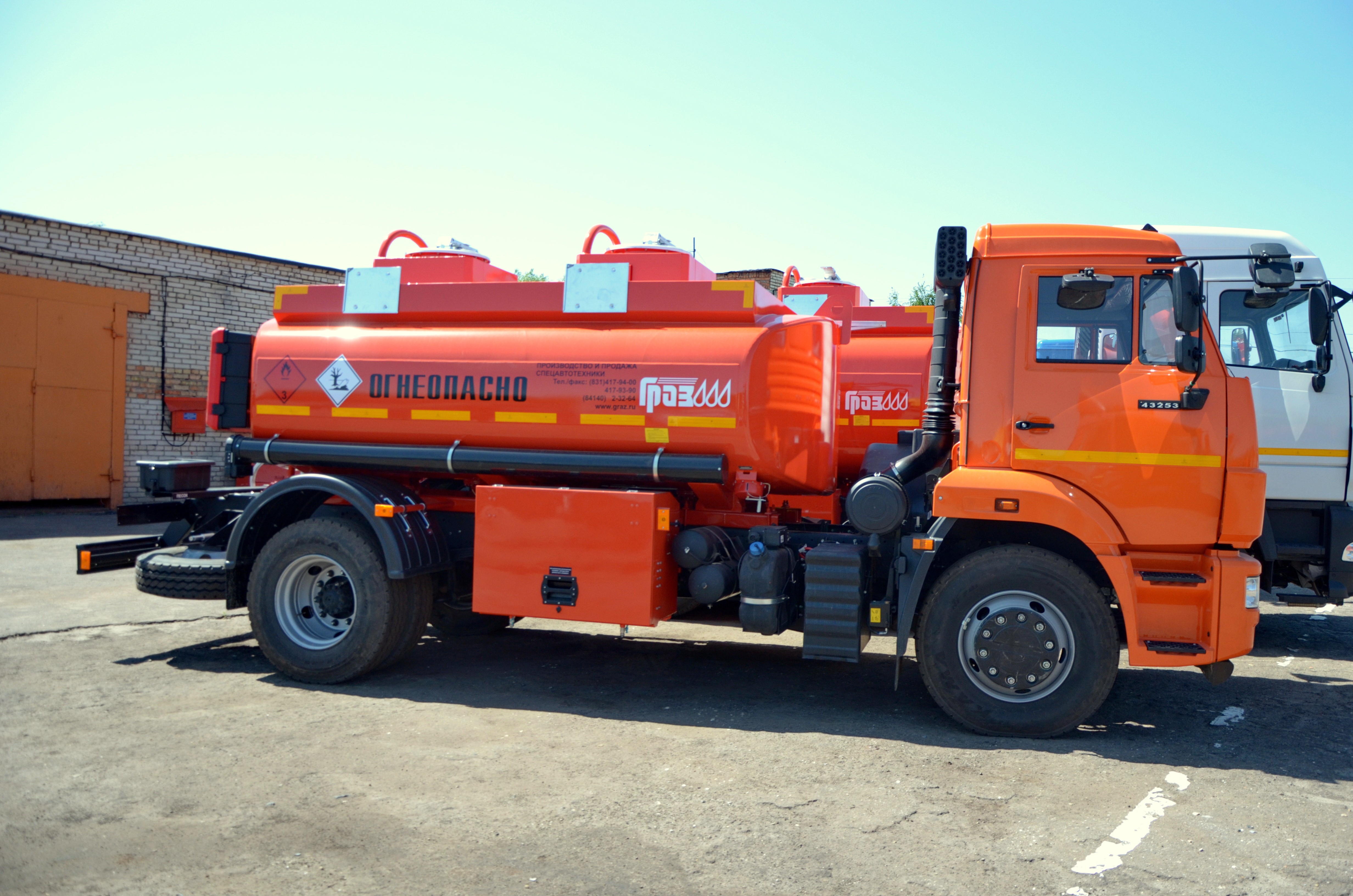
Автоцистерна

Автоцистерны используются для перевозки светлых нефтепродуктов. АЦ доставляют светлые нефтепродукты от нефтебазы к месту слива. Автоцистерны «ГРАЗ»: АЦ 56151, АЦ 5608, АЦ 56141, АЦ 56215, АЦ 56216, АЦ 56091.

### Прицепы-цистерны (ПЦ)

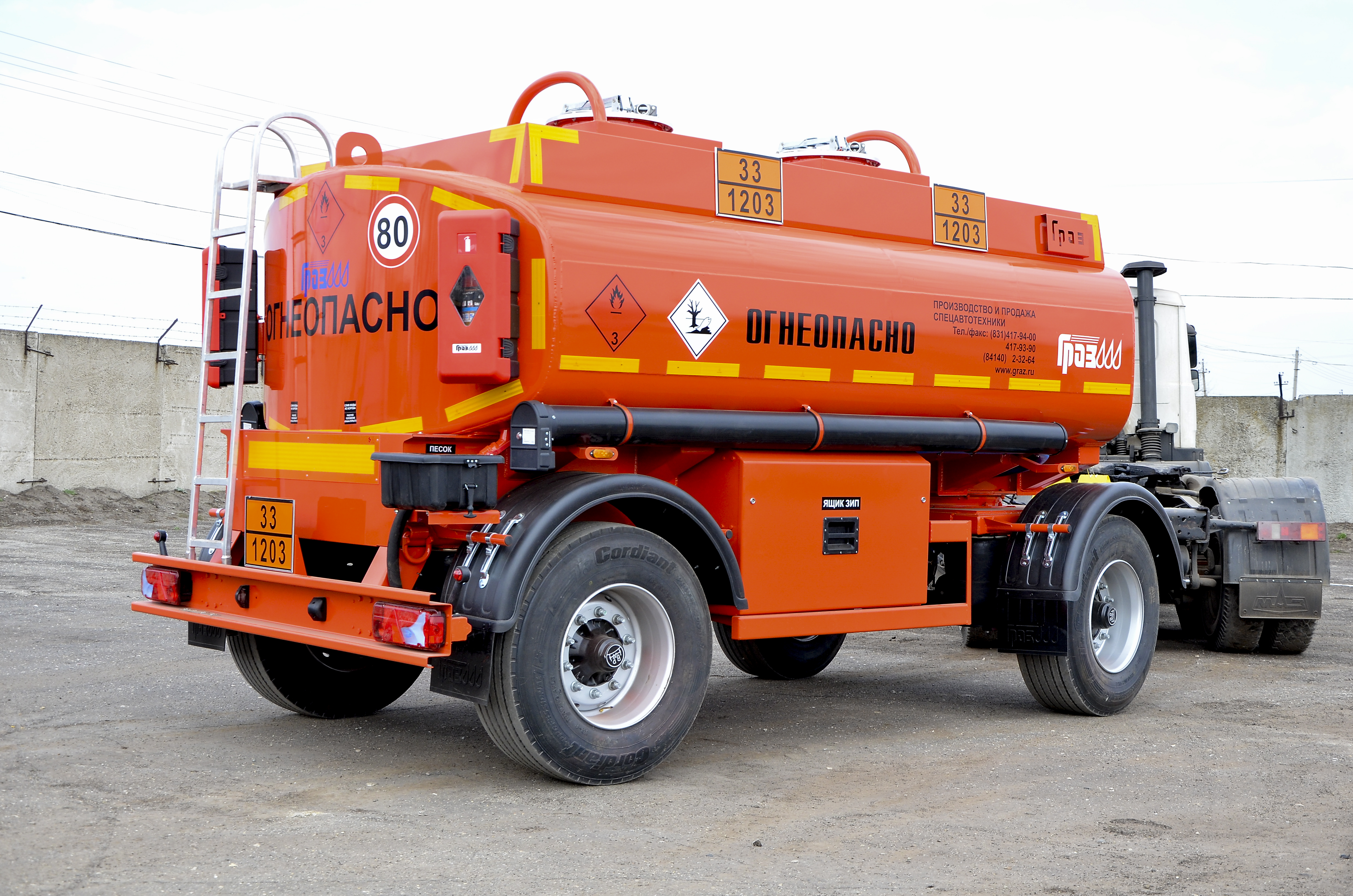
Прицеп-цистерна

Прицепы-цистерны «ГРАЗ» могут иметь объём от 8,5 до 15 м³. Они устанавливаются на шасси НЕФАЗ, BPW, МАЗ. ПЦ применяются для перевозки всех видов светлых нефтепродуктов с максимальной плотностью 0,86 т/м³. Различные виды ПЦ используются для доставки бензина, дизельного топлива и других светлых нефтепродуктов. Эксплуатируются прицепы-цистерны только в составе автопоезда. ПЦ используется в паре с автоцистерной или топливозаправщиком. ПЦ «ГРАЗ»: ПЦ 8638, ПЦ 86391, ПЦ 86531.

### Стальные полуприцепы-цистерны (ППЦС)

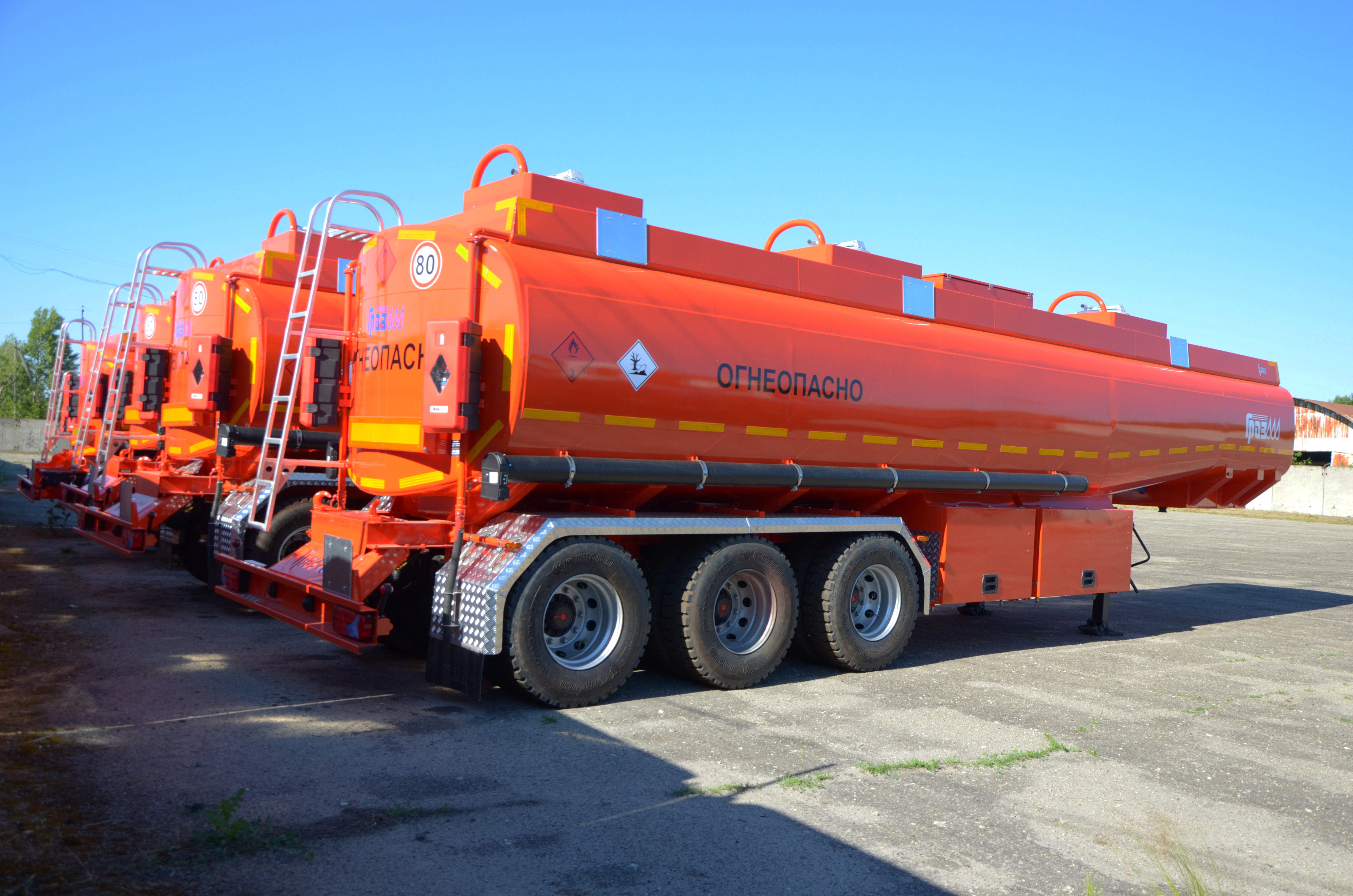
Стальной полуприцеп-цистерна

Используются стальные полуприцепы-цистерны для кратковременного хранения и перевозки всех видов светлых нефтепродуктов. ППЦС применяются на нефтеперерабатывающих предприятиях, нефтебазах, АЗС и пр. Завод «ГРАЗ» выпускат ППЦС объёмом от 24 до 40 м³ на подкатных тележках BPW или SAF. ППЦC «ГРАЗ»: ППЦ 96221, ППЦ 912506, ППЦ 9138С, ППЦ 91399, ППЦ 96222, ППЦ 91399, ППЦ 91372, ППЦ 91399С, ППЦ 91373, ППЦ 91387 , ППЦ 91392, ППЦ 91374 , ППЦ 91389, ППЦ 96231, ППЦ 91314 и т. д.

### Алюминиевые полуприцепы-цистерны (ППЦА)
Полуприцепы-цистерны из алюминия предназначены для транспортировки максимального объёма нефтепродуктов. Использование алюминия в качестве основного материала цистерны необходимо для снижения снаряженной массы. Объём ППЦА может варьироваться от 28 до 38 м³. Применяются ППЦА с немецкими осями: BPW или SAF. ППЦА «ГРАЗ»: ППЦА 96222, ППЦА 96231, ППЦА 91392, ППЦА 91394, ППЦА 96233, ППЦА 96232, ППЦА 91391.

### Полуприцепы-цистерны для темных нефтепродуктов (ППЦБ, ППЦН, ППЦМ)
Полуприцепы-цистерны для темных нефтепродуктов объёмом от 24 до 33 м³ используются для перевозки и непродолжительного хранения темных нефтепродуктов (битума, мазута, нефти) с плотностью 0,9—1 т/м³. Полуприцепы-цистерны применяются совместно с шасси SAF и BPW. Полуприцепам-цистернам для тёмных нефтепродуктов соответствуют следующие автомобили «ГРАЗ»: ППЦБ 912505, ППЦБ 912507, ППЦБ 912502, ППЦБ 912503, ППЦБ 912504.